# 1660 în literatură
- 1659 în literatură — 1660 în literatură — 1661 în literatură

Anul 1660 în literatură a implicat o serie de evenimente semnificative. 

## Cărți noi
- Nicolas Boileau-Despreaux - Satires
- John Dryden - Astraea Redux
- Richard Flecknoe - Heroick Portraits
- John Milton - The Ready and Easy Way to Establish a Free Commonwealth
- Thomas Plowden, S.J. (traducere în enlgeză) - The Learned Man Defended and Reform'd (după Daniello Bartoli - L'huomo di lettere)
- Jeremy Taylor - Ductor Dubitantium, or the Rule of Conscience

## Decese
Format:1660